# Reinhold-Maier-Stiftung
Die Reinhold-Maier-Stiftung Baden-Württemberg ist eine parteinahe Stiftung der FDP in Baden-Württemberg. In Deutschland ist sie die älteste der liberalen Landesstiftungen.

## Ziele und Angebote
Die Stiftung wurde am 25. April 1977 anlässlich des 25-jährigen Bestehens des Landes Baden-Württemberg in Erinnerung an Werk und Wirkung des ersten Ministerpräsidenten Reinhold Maier auf Initiative der FDP-Politiker Martin Bangemann, Alfred Eger, Karl Hermann Hummel, Siegfried Körner, Jürgen Morlok und Hermann Müller gegründet. Sie ist eine als gemeinnützig anerkannte Stiftung zur politischen Weiterbildung und Mitglied im Landesnetzwerk Politische Bildung Baden-Württemberg. Die Stiftung hat sich zur Aufgabe gemacht, „allen Interessierten, insbesondere heranwachsenden Generationen, Wissen im Sinne liberaler Grundhaltung zu vermitteln, Persönlichkeitswerte lebendig zu erhalten und demokratische Grundlagen in der Politik zu festigen“. Zu diesem Zweck führt sie Seminar- und Vortragsveranstaltungen durch und gibt Veröffentlichungen heraus.
Die Reinhold-Maier-Stiftung arbeitet auf Grundlage einer Kooperationsvereinbarung eng mit dem Landesbüro Baden-Württemberg der Friedrich-Naumann-Stiftung für die Freiheit in Stuttgart zusammen.

## Standorte
Ursprünglich hatte die Stiftung ihren Sitz in Stuttgart. In den 1990er-Jahren befand sich der Stiftungssitz in Konstanz, wo gemeinsam mit der Friedrich-Naumann-Stiftung die Bildungsstätte Waldhaus Jakob (1989–2001) betrieben wurde. Anfang 2002 erfolgte die Rückverlegung des Sitzes nach Stuttgart.

## Gremien und Personen
Organe der Stiftung sind der Vorstand und der Verwaltungsrat.

### Vorstand
Aktuelle Vorsitzende der Stiftung ist Isabel Fezer, ihre Stellvertreterin ist Julia Goll
Bisherige Vorsitzende:
- 1990[13] bis 2016: Ulrich Goll
- 2016 bis 2023: Jochen Haußmann
- seit 2023: Isabel Fezer

### Verwaltungsrat
Dem 13-köpfigen Verwaltungsrat gehören aktuell unter anderem Alena Fink-Trauschel, Christopher Gohl, Birgit Homburger, Jürgen Morlok und Niko Reith an.

## Ehrungen

### Reinhold-Maier-Medaille
Mit der Reinhold-Maier-Medaille, die im Wechsel von der Reinhold-Maier-Stiftung, der FDP/DVP-Landtagsfraktion und der FDP Baden-Württemberg verliehen wird, werden seit 1989 Personen ausgezeichnet, die sich „in besonderer Weise um den Liberalismus und den Wert der Freiheit verdient gemacht haben“.

### Reinhold-Maier-Nadel
Die Reinhold-Maier-Nadel wird von der Reinhold-Maier-Stiftung seit 1997 an Personen verliehen, „die sich als Liberale insbesondere auf kommunaler Ebene engagiert haben und sich im Sinne Reinhold Maiers Verdienste um die ‘Graswurzeldemokratie’ erworben haben.“ Zu den Geehrten zählen unter anderem Hans Albrecht, Friedrich Haag, Walter Witzenmann, Eugen Theodor Martin, Ernst Waldemar Bauer, Ulrich Gauß und Friedrich-Wilhelm Kiel.

### Reinhold-Maier-Preis
Der Reinhold-Maier-Preis für Verdienste um die liberale Öffentlichkeit wurde im Jahr 2019 erstmals verliehen.
Bisherige Preisträger sind:
- 2019: Michael Hetzer, Ernst-Wilhelm Gohl, „Im blauen Sessel“[17]
- 2021: Björn Schittenhelm, Feria e. V., Waldhaus Hildrizhausen[18]

## Veranstaltungen

### Ausstellungen
Die Stiftung konzipierte und präsentierte mehrfach Ausstellungen, gelegentlich in Zusammenarbeit mit weiteren Institutionen wie der Friedrich-Naumann-Stiftung. Themen waren beispielsweise die „Geschichte des Liberalismus“ (im Jahr 2000), 50 Jahre Baden-Württemberg – der liberale Beitrag (2002) und Walter Scheel („Botschafter der Freiheit“, 2009). 2021 wurde eine Ausstellung über Reinhold Maier in Schorndorf gezeigt.

### Bodenseetreffen
Die Stiftung übernahm nach ihrer Gründung die Organisation des Bodenseetreffens, das die Friedrich-Naumann-Stiftung 1972 etabliert hatte. Hier trafen sich Liberale aus Bodensee-Anrainerstaaten bis 1995 jährlich und noch einmal im Jahr 2000, um über ihre grenzüberschreitende Zusammenarbeit zu sprechen.

## Veröffentlichungen
Die Stiftung gibt seit 1978 die Schriftenreihe der Reinhold-Maier-Stiftung, in der bislang insgesamt 36 Bände (Stand: Januar 2022) erschienen sind, sowie Einzelpublikationen heraus.